# Ле-Самен 2025
57-й выпуск  Ле-Самен — шоссейной однодневной велогонки по дорогам бельгийской провинции Эно, со стартом в городе Квареньон и финишем в Дуре. Гонка прошла 4 марта 2025 года в рамках Европейского тура UCI 2025. Победу одержал голландский велогонщик Матье Ван дер Пул.

## Участники
В гонке примут участие 25 команд: 9 команд категории UCI WorldTeam, 9 проконтинентальных команд и 7 континентальных.
| UCI WorldTeams (9)- Intermarché-Wanty - Arkéa-B&B Hotels - Alpecin-Deceuninck - XDS Astana Team - Team Picnic-PostNL - Groupama-FDJ - Bahrain-Victorious - Lidl-Trek - Soudal Quick-Step UCI ProTeams (9)- Lotto - Team TotalEnergies - Uno-X Mobility - Team Novo Nordisk - Euskaltel-Euskadi - Unibet Tietema Rockets - Wagner Bazin WB - Team Flanders-Baloise - Israel-Premier Tech UCI Continental Teams (7)- Van Rysel-Roubaix - Tarteletto-Isorex - Lotto Kern-Haus PSD Bank - BEAT Cycling - Illes Balears Arabay - Volkerwessels Cycling Team - Diftar Continental Cycling Team |
| |

## Маршрут
Маршрут выпуска 2025 года имел несколько новшеств. Бельгийская гонка протянулась на 199,1 километра между городами Куарегнон и Дур. Первые 96,1 километра были начальным, в основном по равнинным участкам дороги. После него гонщики вступили в финальную часть трассы, где им предстояло преодолеть первые неровности. Впервые они пересекли финишную линию на отметке за 87,3 километра до финиша. Финальная трасса длиной 29,1 километра повторялась три раза. На этом участке гонщики встречали участки с мощёным покрытием на улицах Верт Пиньон (1,4 километра), Шасс-де-ла-Мотт (300 метров) и Жонкиль (400 метров). Затем следовали короткие, но всегда мощёные спуски: Кот-де-ла-Рокет (600 метров) и Кот-де-Ноннет (300 метров). Последним препятствием снова стал участок с мощёным покрытием на улице Бельвю (500 метров).

## Ход гонки
Матье ван дер Пул провёл гонку с большим энтузиазмом, начав атаку примерно за 65 километров до финиша. Было очевидно, что голландец немного заскучал и решил проверить своих соперников по гонке. Однако он не рассчитывал на длительную сольную атаку. Вскоре он вернулся в группу, а на последних 10 километрах команда Alpecin-Deceuninck предприняла все усилия, чтобы удержать своего лидера как можно ближе к началу группы. Аналогичные действия предприняла команда Soudal-Quick Step, разместив Манье прямо за голландцем. На последних 200 метрах Матье начал спринт, но Поль немного замешкался и не смог догнать соперника, хотя и обладал хорошим спринтом. Для Манье это уже четвёртый подиум с начала сезона: он выиграл первый этап Etoile de Bessèges, занял второе место на Figueira Champions Classic и Omloop Nieuwsblad, а теперь ещё и на Le Samyn.

## Результаты
| \| Генеральная классификация \| Генеральная классификация \| Генеральная классификация \| Генеральная классификация \| Генеральная классификация \| \| Гонщик \| Гонщик \| Команда \| Время \| \| \| ------------------------- \| ------------------------- \| ------------------------- \| ------------------------- \| ------------------------- \| \| 1-й \| Матье Ван дер Пул \| Alpecin-Deceuninck \| 4ч 19' 39 \| \| \| 2-й \| Поль Манье \| Soudal Quick-Step \| + 0 \| \| \| 3-й \| Эмильен Жаньер \| Team TotalEnergies \| + 0 \| \| \| 4-й \| Йенте Бирманс \| Arkéa-B&B Hotels \| + 0 \| \| \| 5-й \| Льюис Аски \| Groupama-FDJ \| + 0 \| \| \| 6-й \| Стиан Фредхейм \| Uno-X Mobility \| + 0 \| \| \| 7-й \| Уго Хофстеттер \| Israel-Premier Tech \| + 0 \| \| \| 8-й \| Alessandro Romele \| XDS Astana Team \| + 0 \| \| \| 9-й \| Амори Капьё \| Arkéa-B&B Hotels \| + 0 \| \| \| 10-й \| Лукаш Кубиш \| Unibet Tietema Rockets \| + 0 \| \| |                   |                        |           |
| |                   |                        |           |
| Источник: ProCyclingStats |                   |                        |           |
| Генеральная классификация |                   |                        |           |
| Гонщик | Гонщик            | Команда                | Время     |
| 1-й | Матье Ван дер Пул | Alpecin-Deceuninck     | 4ч 19' 39 |
| 2-й | Поль Манье        | Soudal Quick-Step      | + 0       |
| 3-й | Эмильен Жаньер    | Team TotalEnergies     | + 0       |
| 4-й | Йенте Бирманс     | Arkéa-B&B Hotels       | + 0       |
| 5-й | Льюис Аски        | Groupama-FDJ           | + 0       |
| 6-й | Стиан Фредхейм    | Uno-X Mobility         | + 0       |
| 7-й | Уго Хофстеттер    | Israel-Premier Tech    | + 0       |
| 8-й | Alessandro Romele | XDS Astana Team        | + 0       |
| 9-й | Амори Капьё       | Arkéa-B&B Hotels       | + 0       |
| 10-й | Лукаш Кубиш       | Unibet Tietema Rockets | + 0       |